# کلاه شاپو (فیلم ۱۹۷۸)
«کلاه شاپو» (انگلیسی: Fedora (film)) فیلمی در ژانر درام به کارگردانی بیلی وایلدر است که در سال ۱۹۷۸ منتشر شد.

## بازیگران
- ویلیام هولدن
- هیلدگارد کنف
- خوزه فرر
- فرنسیس استرنهیگن
- ماریو آدورف
- استیون کالینز
- هنری فوندا
- مایکل یورک
- ارلن فرنسیس
- فردی مین